# Carl'Alberto Perroux
Carl'Alberto Perroux, noto anche come Carlo Alberto, (Mirandola, 20 novembre 1905 – Crespellano, 20 agosto 1977) è stato un avvocato e dirigente sportivo italiano.
Fu fondatore e per lungo tempo capitano non giocatore del Blue Team, la più vincente squadra della storia del bridge, conquistando dal 1951 al 1966 ben otto Bermuda Bowls, un'Olimpiade del bridge e cinque campionati europei.
Alla sua memoria è intitolata la Camera Penale di Modena, associazione degli avvocati penalisti modenesi aderente all'Unione delle Camere Penali Italiane.

## Biografia
Figlio di Alberto Perroux, cancelliere della pretura di Mirandola, ed Enrica Maramotti, si laureò in giurisprudenza il 4 luglio 1927 presso l'Università di Modena. Dopo aver partecipato alla marcia su Roma, iniziò un'illustre carriera di avvocato penalista presso il foro di Modena, dove venne eletto anche consigliere e presidente dell'ordine forense. 
Negli anni 1950 si occupò di famosi processi riguardanti omicidi politici avvenuti durante e subito dopo la seconda guerra mondiale nel cosiddetto Triangolo della morte, tra cui quelli per la strage della corriera fantasma, gli omicidi di don Umberto Pessina e dell'ingegnere Eden Boari, oltre ad altri famosi casi giudiziari mediatici (il delitto Nigrisoli, il fallimento di Felice Riva, il caso della marchesa Mazzilli e altri). Nel 1970 fu tra i fondatori della Camera Penale dell'Emilia-Romagna.
Nel 1962-1963 fu governatore di distretto del Rotary Club e presidente del circolo di Modena. 
Eletto consigliere comunale del Partito Socialista Democratico Italiano (PSDI), si presentò anche in diverse elezioni di Camera e Senato, ma non venne mai eletto.

## Carriera sportiva
Nella stagione 1935-1936 fu presidente del Modena.
Dal 1951 al 1966 fu capitano non giocatore della squadra di bridge Blue Team: fu il principale artefice della coesione e dello spirito della squadra, sostenendo e consolando, ma soprattutto esortando e forzando. Era noto per aver imposto una dura disciplina: i giocatori infrangevano le regole venivano incondizionatamente messi in panchina, indipendentemente dai benefici a breve termine. Controllava anche se i membri della propria squadra andassero a letto da soli e in tempo durante i tornei.
Perroux fu presidente della Federazione Italiana Gioco Bridge e commissario tecnico della nazionale dal 1952 al 1967, anno in cui si trasferì in Brasile per allenare i giocatori locali.

### Palmarès
- Olimpiadi del bridge
  - Oro: 1964

- Bermuda Bowl

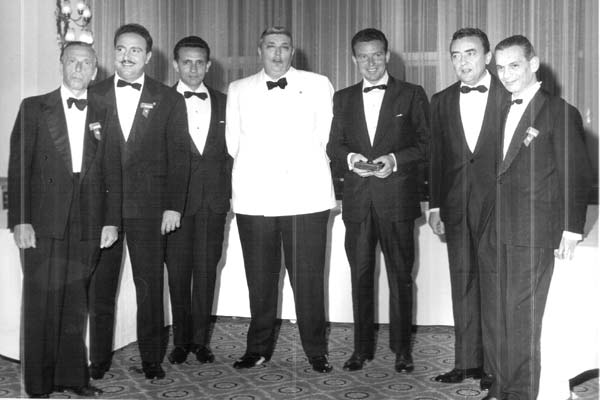
Carl'Alberto Perroux al centro del Blue Team, vincitore del Bermuda Bowl del 1966 al casinò di Saint-Vincent

  - Oro: 1957, 1958, 1959, 1961, 1962, 1963, 1965, 1966
  - Argento: 1951

- Campionati europei a squadre
  - Oro: 1951, 1956, 1957, 1958, 1959

## Opere
- Il "Blue team" nella storia del bridge, Nuova ed. interamente riveduta e ampliata, Milano, U. Mursia, 1973,  p. 450, LCCN 74309076, SBN SBL0455085.
- Motivi a sostegno dell'appello proposto da Bompani Ermes, Modena, Ferraguti, [1967?]